# كاردينال لوموان (مترو باريس)
كاردينال لوموان (بالفرنسية: Cardinal Lemoine)‏ هي محطة مترو تابعة لمترو باريس تقع في فرنسا في الدائرة الخامسة في باريس.[بحاجة لمصدر]